# G N' R Lies
G N' R Lies är det andra studioalbumet av det amerikanska hårdrocksbandet Guns N' Roses, från 1988. Albumet hade en låg budget men sålde ändå ganska bra. Halva albumet bestod av en nyutgåva av live-EP:n Live ?!*@ Like a Suicide från 1986, och andra halvan utgjordes av akustiska låtar. Skivan har beskyllts för att vara rasistisk och sexistisk (låtarna "One in a Million" och "Used to Love Her").

## Låtlista
| Nr | Titel            | Kompositör                            | Längd |
| -- | ---------------- | ------------------------------------- | ----- |
| 1. | Reckless Life    | Axl Rose, Stradlin, Weber             | 3:20  |
| 2. | Nice Boys        | Anderson, Cocks, Leach, Royall, Wells | 3:03  |
| 3. | Move to the City | Rose, Slash, Stradlin, James, Weber   | 3:42  |
| 4. | Mama Kin         | Tyler                                 | 3:57  |
| 5. | Patience         | Stradlin                              | 5:56  |
| 6. | Used to Love Her | Stradlin, Rose                        | 3:13  |
| 7. | You're Crazy     | Rose, Stradlin, Slash                 | 4:10  |
| 8. | One in a Million | Rose                                  | 6:10  |

## Medverkande
- Axl Rose – sång
- Slash – gitarr
- Izzy Stradlin – gitarr, kör
- Duff McKagan – Bas, gitarr, kör
- Steven Adler – trummor, slagverk